# Contea di Yingshang
La contea di Yingshang (颍上县S, Yǐngshàng XiànP) è una contea della Cina, situata nella provincia dell'Anhui.